# A Little Sex
Pour plus de détails, voir Fiche technique et Distribution.
A Little Sex est un film américain réalisé par Bruce Paltrow, sorti en 1982.

## Fiche technique
- Titre original : A Little Sex
- Réalisation : Bruce Paltrow
- Scénario : Robert De Laurentiis
- Producteurs : Robert De Laurentiis
- Coproducteur :
- Producteurs associés :
- Producteur exécutif :
- Musique : Georges Delerue
- Image :
- Montage :
- Distribution des rôles :
- Création des décors :
- Direction artistique :
- Décorateur de plateau :
- Création des costumes :
- Société de distribution : Universal Pictures
- Budget :
- Pays :  États-Unis
- Langue de tournage : anglais
- Genre : Comédie
- Durée : 95 minutes
- Sortie :  2 avril 1982

## Distribution
- Tim Matheson : Michael Donovan
- Kate Capshaw : Katherine
- Edward Herrmann : Tommy
- John Glover : Walter
- Joan Copeland : Mme Harrison, la mère de Katherine
- Susanna Dalton : Nancy Barwood
- Wendie Malick : Philomena
- Wallace Shawn : Oliver